# Božo Petrović-Njegoš
Božo Petrović Petrović-Njegoš, serb. Божо Петровић Петровић-Његош (ur. 1846, zm. 1929) – dziedziczny książę Czarnogóry w 1860–1872; szef rządu w 1867–1905 jako naczelnik Senatu (do 1879), następnie premier (1879–1905), tytularny książę Szkodry w 1915–1929; żołnierz w stopniu wojewody.
20 lipca 1867 objął urząd naczelnika Senatu, po zmarłym Mirku. W wyniku reformy państwa 20 marca 1879 książę Mikołaj powierzył jemu obowiązki przewodniczącego Rady Ministrów. Urząd sprawował do 19 grudnia 1905.
1 lipca 1915 król nadał jemu tytuł ceremonialny księcia Szkodry. Został odznaczony Orderem św. Aleksandra Newskiego.